# Xã Aloha, Michigan
Xã Aloha (tiếng Anh: Aloha Township) là một xã thuộc quận Cheboygan, tiểu bang Michigan, Hoa Kỳ. Năm 2010, dân số của xã này là 949 người.